# Ridgeway (miasto)
Ridgeway – miasto w Stanach Zjednoczonych, w stanie Wisconsin, w hrabstwie Iowa.